# طوفان چرخشی
طوفان چرخشی یا سوپرسل (به انگلیسی: Supercell) یک فیلم اکشن، درام و ماجراجویانه آمریکایی محصول سال ۲۰۲۳ به کارگردانی هربرت جیمز وینترسترن بر اساس فیلمنامه‌ای است که او با آنا الیزابت جیمز نوشته‌است. اسکیت اولریش، آن هیش، دنیل دیمر، جردن کریستین سیمون و الک بالدوین در این فیلم ایفای نقش می‌کنند.

## داستان
پسر نوجوانی برای آنکه راه پدرش را که یک شکارچی افسانه‌ای طوفان بوده ادامه دهد، از خانه فرار و مادرش را ترک می‌کند.

## تولید
فیلمبرداری اصلی در مولتری، جورجیا در ژوئن ۲۰۲۱ و همچنین لاوینا و هاردن (مونتانا) در می ۲۰۲۱ انجام شد.

## انتشار
سوپرسل به‌طور همزمان در سینماها و ویدیوهای درخواستی در ۱۷ مارس ۲۰۲۳ توسط صبان فیلمز منتشر شد.